# Liste der Baudenkmäler in Au in der Hallertau

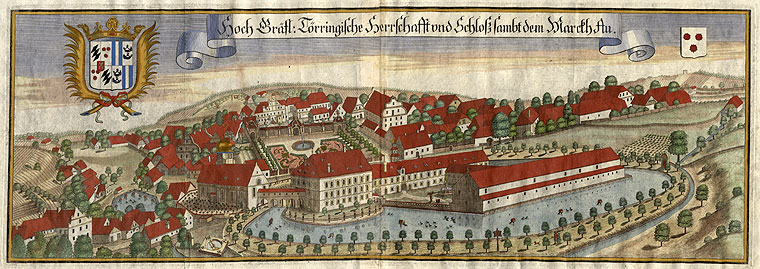
Michael Wening: Schloss Au

Auf dieser Seite sind die Baudenkmäler in dem oberbayerischen Markt Au in der Hallertau zusammengestellt. Diese Tabelle ist eine Teilliste der Liste der Baudenkmäler in Bayern. Grundlage ist die Bayerische Denkmalliste, die auf Basis des Bayerischen Denkmalschutzgesetzes vom 1. Oktober 1973 erstmals erstellt wurde und seither durch das Bayerische Landesamt für Denkmalpflege geführt wird. Die folgenden Angaben ersetzen nicht die rechtsverbindliche Auskunft der Denkmalschutzbehörde.

## Baudenkmäler nach Gemeindeteilen

### Au
| Lage                                  | Objekt                            | Beschreibung | Akten-Nr.              | Bild                             |
| ------------------------------------- | --------------------------------- | --- | ---------------------- | -------------------------------- |
| Adalbert-Stifter-Weg 5 (Standort)     | Wohnhaus                          | Zweistöckiger Mansarddachbau mit Schweifgiebeln, Horizontalgesimsen und schmiedeeisernem Balkon, in neubarock-klassizierenden Formen erbaut, bezeichnet mit „1885“ | D-1-78-116-44 Wikidata | Wohnhaus                         |
| Alte Schloßkellerstraße 2 (Standort)  | Ehemaliges Schießhaus             | Zweigeschossiger Walmdachbau mit Ecktürmchen, zweite Hälfte 18. Jahrhundert | D-1-78-116-1 Wikidata  | Ehemaliges Schießhaus            |
| Bürgergasse 5 (Standort)              | Gasthaus                          | Zweigeschossiger Satteldachbau mit stattlichem neubarockem Volutengiebel, um 1900 | D-1-78-116-3 Wikidata  | Gasthaus                         |
| Färbergraben 8 (Standort)             | Ehemaliges Bauernhaus             | Erdgeschossiges Doppelhaus mit Greddach, 18. Jahrhundert | D-1-78-116-4 Wikidata  | Ehemaliges Bauernhaus            |
| Kooperator-Schmid-Straße 4 (Standort) | Ehemaliges Schulhaus              | Zweigeschossiger kubischer Walmdachbau mit Putzgliederungen, 1889 | D-1-78-116-5 Wikidata  | Ehemaliges Schulhaus             |
| Kooperator-Schmid-Straße 6 (Standort) | Katholische Pfarrkirche St. Vitus | Barocker Saalbau mit eingezogenem polygonalem Chor, angefügter Sakristei und spätgotischem Chorflankenturm mit Zwiebelhaube, erbaut von Georg Hübler 1688/89, Erweiterung und Umgestaltung im barockisierenden Jugendstil durch Johann Baptist Schott 1903/06; mit Ausstattung Seitenaltarbild links: Thronende Maria mit Kind und heiliger Franz Xaver und König Sigismund (Sacra conversazione)/Aloisius sowie Seitenaltarbild rechts: Franz von Sales, Margareta M. Alacoque und Bernhard verehren Herz Jesu/Franziskus gemalt 1905 von dem Kirchenmaler Josef Wittmann, die dazugehörenden Entwürfe sind im Pfarrhof erhalten | D-1-78-116-6 Wikidata  | weitere Bilder                   |
| Mainburger Straße (Standort)          | Friedhofskapelle                  | Kleiner barockisierender Saalbau mit südlich angefügtem Rundturm und zum Schloss Au gehöriger Gruft, 1926 | D-1-78-116-7 Wikidata  | Friedhofskapelle                 |
| Obere Hauptstraße 3 (Standort)        | Pfarrhaus                         | Barocker zweigeschossiger Satteldachbau mit gewölbten Erdgeschossräumen, 1704 Barocke Eiseneinfriedung | D-1-78-116-8 Wikidata  | Pfarrhaus                        |
| Tannet (Standort)                     | Maria-Eich-Kapelle im Wald        | Moderner unregelmäßiger Bau mit Apsis und integriertem Glockenturm, erbaut 1920er Jahre | D-1-78-116-22 Wikidata | Maria-Eich-Kapelle im Wald       |
| Untere Hauptstraße (Standort)         | Kriegerdenkmal für 1914/18        | Kalksteinlöwe auf hohem Postament liegend, errichtet 1922/23 | D-1-78-116-15 Wikidata | Kriegerdenkmal für 1914/18       |
| Untere Hauptstraße 1 (Standort)       | Gasthof Post                      | Großer neubarocker Gruppenbau mit geschweiften Zwerchgiebeln, Eckerkern, Freitreppe und Treppenturm, von Max Albrecht 1909 erbaut | D-1-78-116-13 Wikidata | Gasthof Post                     |
| Untere Hauptstraße 2 (Standort)       | Rathaus                           | Zweigeschossiger Schopfwalmbau mit Giebelrisalit im Stil der Neurenaissance, aus Sichtziegeln, von Otto Schoch 1884 erbaut | D-1-78-116-14 Wikidata | weitere Bilder                   |
| Untere Hauptstraße 4 (Standort)       | Schloss Au                        | Gruppenbau mit Eckerkertürmen und Mansarddach von 1544/78, umgestaltet in reichen Neurenaissanceformen 1880 Westlich angeschlossener Trakt, Neurenaissance, bezeichnet mit „1881“, im Kern älter, Ausbauten und Umgestaltungen 1922/23 Schlosskapelle St. Karl Borromäus, 1690, umgebaut 1868; mit Ausstattung Weiter westlich anschließend Brauereigebäude, 1793, mit Ausbauten 1922/23 Schlossgarten des 19./20. Jahrhunderts mit massiver Einfriedung und Eckpavillon, wohl 1923 Schmiedeeiserne historisierende Einfriedung                                                                                                   | D-1-78-116-16 Wikidata | weitere Bilder                   |
| Untere Hauptstraße 6 (Standort)       | Ehemaliges Torhaus von Schloss Au | Zweigeschossiger Walmdachbau mit Erker, 18. Jahrhundert | D-1-78-116-17 Wikidata | weitere Bilder                   |
| Untere Hauptstraße 9 (Standort)       | Wohnhaus                          | Zweigeschossiger Traufseitbau auf Hochkeller mit spätklassizistischen Gliederungen, um 1890 | D-1-78-116-19 Wikidata | Wohnhaus                         |
| Untere Hauptstraße 13 (Standort)      | Ehemalige Schmiede                | Zweigeschossiger Satteldachbau mit hohem Kniestock, mittelsteilem vorkragendem Dach, segmentbogigen Fenstern und zweiflügeligem Eingangstor, spätes 19. Jahrhundert Mit Inschrift „Michael Bauer Schmiedmeister“ aus metallenen Einzelbuchstaben, gleichzeitig | D-1-78-116-45 Wikidata | Ehemalige Schmiede               |
| Untere Hauptstraße 21 (Standort)      | Ehemaliges Gasthaus zur Schwaige  | Stattlicher barockisierender Bau auf Hochkeller mit geschweiftem Giebelrisalit, bezeichnet mit „1905“ | D-1-78-116-20 Wikidata | Ehemaliges Gasthaus zur Schwaige |

### Abens
| Lage                             | Objekt                                    | Beschreibung | Akten-Nr.              | Bild           |
| -------------------------------- | ----------------------------------------- | --- | ---------------------- | -------------- |
| Hirnkirchner Straße 1 (Standort) | Katholische Wallfahrtskirche Mariä Geburt | Barocker Saalbau mit Apsis und spätgotischem Westturm, Neubau von Johann Georg Hirschstötter 1738–40; mit Ausstattung | D-1-78-116-23 Wikidata | weitere Bilder |

### Dobl
| Lage               | Objekt                       | Beschreibung | Akten-Nr.              | Bild                         |
| ------------------ | ---------------------------- | --- | ---------------------- | ---------------------------- |
| Dobl 20 (Standort) | Bauernhaus des Vierseithofes | Zweigeschossiger Satteldachbau mit Halbgeschoss, Eckerkertürmen, geschweiften Giebeln und reicher Neurenaissance-Gliederung, 1905 | D-1-78-116-24 Wikidata | Bauernhaus des Vierseithofes |

### Halsberg
| Lage                   | Objekt                                 | Beschreibung | Akten-Nr.     | Bild           |
| ---------------------- | -------------------------------------- | --- | ------------- | -------------- |
| In Halsberg (Standort) | Katholische Filialkirche St. Margareth | Neuromanischer Saalbau mit eingezogenem polygonalem Chor des 15. Jahrhunderts und Chorflankenturm, erbaut 1836; mit Ausstattung | D-1-78-116-26 | weitere Bilder |

### Harham
| Lage                | Objekt                                       | Beschreibung                          | Akten-Nr.              | Bild |
| ------------------- | -------------------------------------------- | ------------------------------------- | ---------------------- | ---- |
| Harham 7 (Standort) | Ehemaliges Bauernhaus und Pfarrhof von Abens | Zweigeschossiger Walmdachbau von 1782 | D-1-78-116-27 Wikidata | BW   |

### Haslach
| Lage                        | Objekt                                           | Beschreibung | Akten-Nr.     | Bild           |
| --------------------------- | ------------------------------------------------ | --- | ------------- | -------------- |
| Kirchenstraße 13 (Standort) | Katholische Filialkirche St. Johannes der Täufer | Neugotischer Rohziegelbau mit eingezogenem Polygonalchor, angefügter zweigeschossiger Sakristei und Chorflankenturm, 1875–79 von Karl Stopfer; mit Ausstattung | D-1-78-116-28 | weitere Bilder |

### Hemhausen
| Lage                    | Objekt  | Beschreibung                                                                                                 | Akten-Nr.              | Bild    |
| ----------------------- | ------- | --- | ---------------------- | ------- |
| Bräustraße 6 (Standort) | Kapelle | Barockisierender Saalbau mit stark eingezogener Apsis und Giebelturm, bezeichnet mit „1925“; mit Ausstattung | D-1-78-116-29 Wikidata | Kapelle |

### Hirnkirchen
| Lage                            | Objekt                                      | Beschreibung | Akten-Nr.     | Bild           |
| ------------------------------- | ------------------------------------------- | --- | ------------- | -------------- |
| Kranzberger Straße 1 (Standort) | Katholische Filialkirche St. Peter und Paul | Im Kern romanischer Saalbau mit eingezogener Apsis, Westturm und angefügter Sakristei, 1894 umgebaut; mit Ausstattung | D-1-78-116-30 | weitere Bilder |

### Osseltshausen
| Lage                    | Objekt                                     | Beschreibung | Akten-Nr.     | Bild           |
| ----------------------- | ------------------------------------------ | --- | ------------- | -------------- |
| Kirchgassl 2 (Standort) | Katholische Filialkirche Mariä Himmelfahrt | Im Kern spätmittelalterlicher Saalbau mit leicht eingezogenem Polygonalchor und Chorflankenturm mit Zwiebelhaube, im 18. Jahrhundert barockisiert und 1892 erweitert; mit Ausstattung | D-1-78-116-31 | weitere Bilder |

### Osterwaal
| Lage                       | Objekt                                   | Beschreibung | Akten-Nr.     | Bild                                     |
| -------------------------- | ---------------------------------------- | --- | ------------- | ---------------------------------------- |
| Am Kirchplatz 1 (Standort) | Katholische Pfarrkirche St. Bartholomäus | Romanischer Saalbau mit eingezogenem gerade schließendem Chorturm und angefügter zweigeschossiger Sakristei, Langhaus 17./18. Jahrhundert und 1882 erweitert, Turm 15. Jahrhundert mit Obergeschoss von 1890; mit Ausstattung | D-1-78-116-32 | Katholische Pfarrkirche St. Bartholomäus |
| Buch (Standort)            | Wallfahrtskapelle Maria-Hilf             | Kleiner Saalbau mit eingezogener Apsis und Putzgliederung, errichtet 1811; mit Ausstattung Schmiedeeiserne Gittereinfriedung Daneben Baumstumpf mit Votivbild                                                                 | D-1-78-116-33 | weitere Bilder                           |

### Piedendorf
| Lage                    | Objekt                                | Beschreibung | Akten-Nr.              | Bild           |
| ----------------------- | ------------------------------------- | --- | ---------------------- | -------------- |
| Piedendorf 9 (Standort) | Katholische Filialkirche St. Nikolaus | Romanischer Saalbau mit eingezogenem gerade schließendem Chorturm und angefügter Sakristei, ehemals unverputzter Backstein, 1228–53; mit Ausstattung | D-1-78-116-34 Wikidata | weitere Bilder |

### Reichertshausen
| Lage                     | Objekt                              | Beschreibung | Akten-Nr.              | Bild           |
| ------------------------ | ----------------------------------- | --- | ---------------------- | -------------- |
| Hauptstraße (Standort)   | Mariensäule                         | Mit nachträglichem Kriegerdenkmal (1914–18/1939–45), bezeichnet mit „1874“ | D-1-78-116-46 Wikidata | BW             |
| Hauptstraße 4 (Standort) | Katholische Pfarrkirche St. Stephan | Saalbau mit spätgotischem stark eingezogenem Polygonalchor aus der zweiten Hälfte 15. Jahrhundert, angefügter zweigeschossiger Sakristei, Chorflankenturm und Langhaus von 1852/54 mit Erweiterung von 1911, Turmobergeschoss 1901; mit Ausstattung | D-1-78-116-35          | weitere Bilder |
| Hauptstraße 5 (Standort) | Ehemaliger Pfarrhof                 | Barocker zweigeschossiger Walmdachbau mit Traufkehle, erbaut 1726 | D-1-78-116-36 Wikidata | BW             |

### Reith
| Lage                  | Objekt     | Beschreibung                                                | Akten-Nr.              | Bild           |
| --------------------- | ---------- | ----------------------------------------------------------- | ---------------------- | -------------- |
| Flur Reith (Standort) | Hofkapelle | Kleiner Giebelbau mit Putzgliederung, bezeichnet mit „1832“ | D-1-78-116-38 Wikidata | weitere Bilder |

### Rudertshausen
| Lage                     | Objekt                                | Beschreibung | Akten-Nr.     | Bild           |
| ------------------------ | ------------------------------------- | --- | ------------- | -------------- |
| Perlestraße 1 (Standort) | Katholische Filialkirche St. Johannes | Barocker Saalbau mit eingezogenem Polygonalchor, Westturm mit Zwiebelhaube und angefügter Sakristei, 1723 errichtet; mit Ausstattung. Linkes Seitenaltarbild: Josef mit Jesuskind, rechtes Seitenaltarbild: Anna lehrt Maria sind von dem Kirchenmaler des Neubarock Josef Wittmann aus 1913, seine Fresken aus 1914 sind nur im Dekor erhalten | D-1-78-116-39 | weitere Bilder |

### Seysdorf
| Lage                         | Objekt  | Beschreibung                                                                                          | Akten-Nr.              | Bild    |
| ---------------------------- | ------- | --- | ---------------------- | ------- |
| Abenstalstraße 18 (Standort) | Kapelle | Kleiner Putzbau mit eingezogenem Polygonalchor und Giebelturm, bezeichnet mit „1875“; mit Ausstattung | D-1-78-116-40 Wikidata | Kapelle |

### Sillertshausen
| Lage                         | Objekt     | Beschreibung                                                                                       | Akten-Nr.              | Bild           |
| ---------------------------- | ---------- | -------------------------------------------------------------------------------------------------- | ---------------------- | -------------- |
| Fischbachring 10 (Standort)  | Kapelle    | Kleiner Saalbau mit Putzgliederung, Polygonalchor und Giebeltürmchen, erbaut 1835; mit Ausstattung | D-1-78-116-41 Wikidata | weitere Bilder |
| St.-Anna-Straße 7 (Standort) | Bauernhaus | Langgestreckter, in historisierenden Formen gegliederter Putzbau mit Satteldach, 1928              | D-1-78-116-42 Wikidata | weitere Bilder |

### Sindorf
| Lage                      | Objekt     | Beschreibung                                | Akten-Nr.              | Bild |
| ------------------------- | ---------- | ------------------------------------------- | ---------------------- | ---- |
| Sindorf 26 1/2 (Standort) | Hofkapelle | Putzbau mit Satteldach und Dachreiter, 1949 | D-1-78-116-43 Wikidata | BW   |

## Ehemalige Baudenkmäler
In diesem Abschnitt sind Objekte aufgeführt, die früher einmal in der Denkmalliste eingetragen waren, jetzt aber nicht mehr. Objekte, die in anderem Zusammenhang also z. B. als Teil eines Baudenkmals weiter eingetragen sind, sollen hier nicht aufgeführt werden. Aktennummern in diesem Abschnitt sind ehemalige, jetzt nicht mehr gültige Aktennummern.

| Lage                                     | Objekt                                | Beschreibung                                                                            | Akten-Nr.              | Bild |
| ---------------------------------------- | ------------------------------------- | --------------------------------------------------------------------------------------- | ---------------------- | ---- |
| Au Alte Schloßkellerstraße 4 (Standort)  | Ehemaliger Keller der Schlossbrauerei | 1837, umgebaut 1920                                                                     | D-1-78-116-2 Wikidata  | BW   |
| Au Obere Hauptstraße 15 (Standort)       | Wohn- und Geschäftshaus               | Mit kräftigem neubarocken Schweifgiebel, Anfang 20. Jahrhundert                         | D-1-78-116-9 Wikidata  | BW   |
| Au Schießstattstraße 3 (Standort)        | Ehemaliges Bauernhaus                 | Erdgeschossiger Traufseitbau, zum Teil Blockbau, Greddach, 18. Jahrhundert              | D-1-78-116-11 Wikidata | BW   |
| Au Schloßbräugasse 4 (Standort)          | Nebengebäude des Schlosses            | Barockisierender Mansarddachbau, 1922/23 von Architekt Felix Graf Courten               | D-1-78-116-12 Wikidata | BW   |
| Au Untere Hauptstraße 7 (Standort)       | Wohn- und Geschäftshaus               | Fassade mit Neurenaissance-Gliederungen, Ende 19. Jahrhundert                           | D-1-78-116-18 Wikidata | BW   |
| Au Untere Hauptstraße 23 (Standort)      | Spätklassizistisches Wohnhaus         | Baujahr 1882 über älterem Kern, Fassaden in Neurenaissance-Stil Vorgarten mit Eisenzaun | D-1-78-116-21 Wikidata | BW   |
| Reichertshausen Hauptstraße 7 (Standort) | Ehemaliges Gasthaus                   | Zweigeschossiger Walmdachbau, erbaut um 1725                                            | D-1-78-116-37 Wikidata | BW   |

## Abgegangene Baudenkmäler
In diesem Abschnitt sind Objekte aufgeführt, die früher einmal in der Denkmalliste eingetragen waren, jetzt aber nicht mehr existieren, z. B. weil sie abgebrochen wurden. Aktennummern in diesem Abschnitt sind ehemalige, jetzt nicht mehr gültige Aktennummern.

| Lage                               | Objekt                | Beschreibung                                                                                    | Akten-Nr.              | Bild |
| ---------------------------------- | --------------------- | ----------------------------------------------------------------------------------------------- | ---------------------- | ---- |
| Au Obere Hauptstraße 34 (Standort) | Ehemaliges Bauernhaus | Erdgeschossiger Traufseitbau mit Greddach und Putzgliederungen, Ende 18./Anfang 19. Jahrhundert | D-1-78-116-10 Wikidata | BW   |